# Pleurosicya micheli
Pleurosicya micheli is een straalvinnige vissensoort uit de familie van grondels (Gobiidae). De wetenschappelijke naam van de soort is voor het eerst geldig gepubliceerd in 1971 door Fourmanoir.